# Whitehouse.gov
Whitehouse.gov is de domeinnaam van de officiële website van de Amerikaanse president en diens medewerkers, die het Executive Office vormen en samen ook wel 'het Witte Huis' worden genoemd naar de ambtswoning van de president in Washington D.C. De webstek zag het licht in oktober 1994, kort na de doorbraak van het wereldwijde web. De eigenaar is de federale regering van de Verenigde Staten. 
Whitehouse.gov bevat informatie over de president en diens kabinet en belangrijkste medewerkers, evenals persberichten en besluiten (decreten, benoemingen, veto's). Ook is er informatie over het Witte Huis zelf als gebouw, waaronder de mogelijkheden voor toeristisch bezoek.
De verantwoordelijkheid voor de site ligt bij de regering die op een bepaald moment aan de macht is (sinds 2017 het kabinet-Trump). Dit heeft tot gevolg dat de site bij een regeringswissel vaak drastisch herzien wordt. De site van de voormalige president wordt dan gearchiveerd.
De teksten op de website zijn in het Engels. Lange tijd (onder de presidenten Bush jr. en Obama) waren er ook enkele pagina's in het Spaans, maar die zijn op de dag dat president Trump aantrad (20 januari 2017) onmiddellijk verwijderd. Herhaalde toezeggingen om weer informatie in het Spaans te bieden, waren medio 2018 nog niet nagekomen.
De inhoud van de website is beschikbaar onder de Creative Commons Attribution-licentie.